# Stadion Miejski w Borysowie
Stadion Miejski w Borysowie – wielofunkcyjny stadion zlokalizowany przy ul. Gagarina 46 w Borysowie. Na tym stadionie rozgrywa swoje mecze BATE Borysów. Stadion został dopuszczony do rozgrywania meczów międzynarodowych.
Obiekt był jedną z aren piłkarskich Mistrzostw Europy kobiet U-19 w 2009 roku. Rozegrano na nim dwa spotkania fazy grupowej oraz finał turnieju.